# Ficus lingua
Ficus lingua är en mullbärsväxtart. Ficus lingua ingår i släktet fikonsläktet, och familjen mullbärsväxter.

## Underarter
Arten delas in i följande underarter:
- F. l. depauperata
- F. l. lingua